# Centro Mundial Bahá'í
Centro Mundial Bahá'í é a designação dada ao centro espiritual e administrativo da Fé Bahá'í. O Centro Mundial consiste no Santuário de Bahá'u'lláh, perto de Acre, Israel, o Santuário do Báb e seus jardins no Monte Carmelo, em Haifa, além de vários outros edifícios na área, incluindo os edifícios d'O Arco.
Grande parte da governança e coordenação internacional da Fé Bahá'í ocorrem no Centro Mundial. Estas incluem decisões que afetam a Causa Bahá'í em um nível global, bem como o estudo e a tradução dos escritos sagrados bahá'ís. A Casa Universal de Justiça, que representa o órgão supremo da Fé Bahá'í, está sediada em Haifa. O Centro Mundial Bahá'í também é o destino atual de peregrinação bahá'í.
O Centro Mundial Bahá'í tem suas origens históricas na área, que antes era parte da Síria Otomana. Isto remonta aos anos 1850 e 1860, quando o então Xá do Irã, Naceradim Xá Cajar, e o sultão do Império Otomano, Abdulazize, exilaram Bahá'u'lláh do Irã para a fortaleza de Acre para viver no encarceramento.
Muitos dos locais no Centro Mundial Bahá'í, incluindo os patamares e do Santuário do Báb que constituem a encosta norte do Monte Carmelo, são considerados Patrimônios da Humanidade pela UNESCO desde julho de 2008.

## História

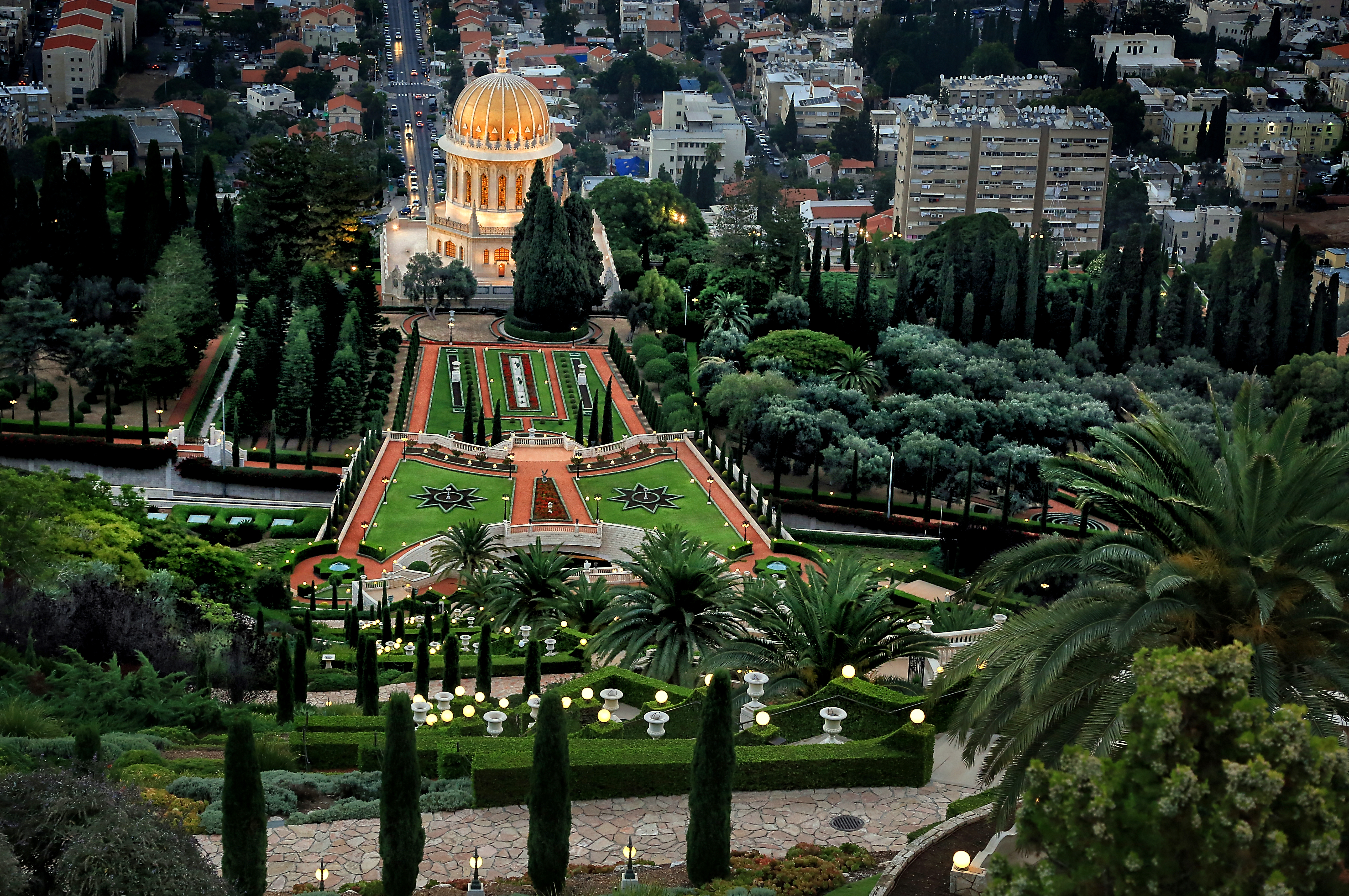
Jardins no Monte Carmelo, ao fundo o Santuário do Báb, que também está associado ao Centro Mundial Bahá'í

A localização do centro administrativo foi resultado do banimento e aprisionamento de Bahá'u'lláh, fundador da Fé Bahá'í, quando foi enviado para a colônia penal de Akká em 1868. Neste local viveu o resto de sua vida, vindo a falecer em 1892. O local onde seriam construídos os prédios do Centro Mundial Bahá'í foi indicado por Bahá'u'lláh a Seu filho 'Abdu'l-Bahá durante uma visita a Haifa. O estabelecimento do centro administrativo no Monte Carmelo foi também indicado por Bahá'u'lláh em Epístola do Carmelo, no qual é considerado um dos principais documentos da administração Bahá'í.
Em 1947, a Organização das Nações Unidas formou um plano de partilha de uma região litorânea do oriente médio, propondo uma divisão de terras entre judeus e árabes, com a
falha dos acordos, o desentendimento acabou resultando na Guerra árabe-israelense, os Bahá'ís então foram aconselhados a não ensinar a fé neste local ou viver na palestina. Este acordo feito entre Shoghi Effendi, designado o Guardião da Fé Bahá'í, e o governo de Israel da época permanece, e atualmente os Bahá'ís que vivem no Estado de Israel são os que trabalham no Centro Mundial Bahá'í, sendo de caráter temporário.

## Administração

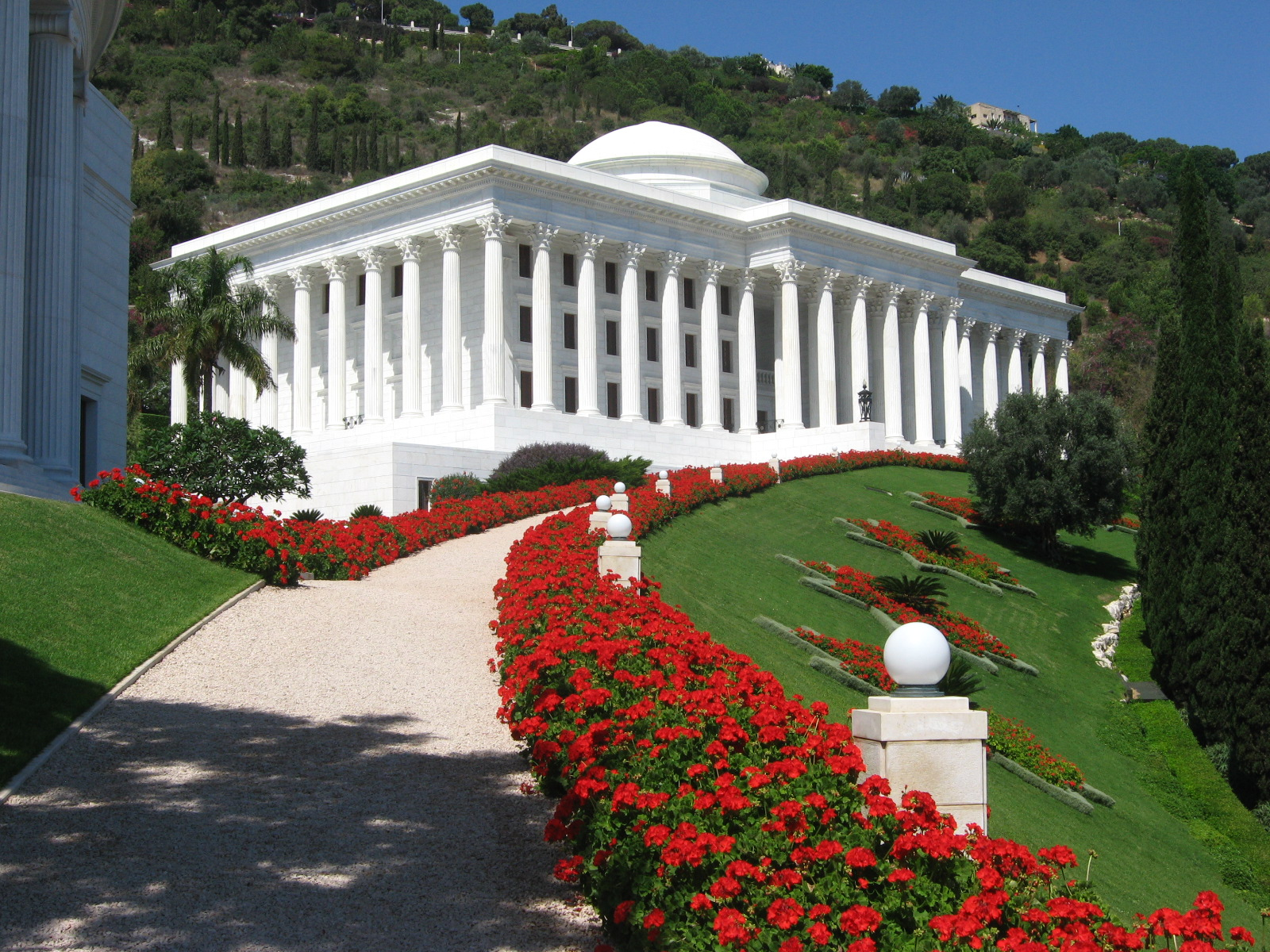
Sede da Casa Universal de Justiça

Todas as questões da Fé Bahá'í de cunho internacional são coordenadas no Centro Mundial Bahá'í. Inclui decisões que afetam as comunidades em nível global, a canalização de fundos e o estudo e tradução das Escrituras Sagradas Bahá'ís.
Fica localizada também no Monte Carmelo a Casa Universal de Justiça, que representa o corpo governamental supremo da Fé Bahá'í, junto com o Centro Internacional de Ensino, que coordena as atividades entre os Conselheiros Continentais, bem como sendo o intermediário entre eles e a Casa de Justiça.